# Chilostoma choristochila
Chilostoma choristochila is een slakkensoort uit de familie van de Helicidae. De wetenschappelijke naam van de soort is voor het eerst geldig gepubliceerd in 1886 door O. Boettger.